# Столбов, Кирилл Александрович
Кири́лл Алекса́ндрович Столбо́в (род. 8 апреля 2004, Санкт-Петербург) — российский футболист, полузащитник клуба «Зенит».

## Биография
Кирилл Столбов родился 8 апреля 2004 года в городе Санкт-Петербурге. Футболом начал заниматься в команде «Звёздная», а позже перешёл в «Московскую заставу». В «Газпром»-Академии — с 15 лет.
21 мая 2022 года в гостевом матче против «Нижнего Новгорода» дебютировал за основной состав «Зенита» в матче 30-го тура чемпионата России, выйдя на замену; матч завершился поражением петербургского клуба со счётом 0:1.
В сентябре 2022 года на правах аренды перешёл в красноярский «Енисей».

## Достижения
«Зенит»
- Чемпион России: 2021/22